# زوران رادمیلوویچ
زوران رادمیلوویچ (سیریلیک صربی: Зоран Радмиловић؛ ۱۱ مهٔ ۱۹۳۳ – ۲۱ ژوئیهٔ ۱۹۸۵) یک هنرپیشه اهل صربستان بود. وی بین سال‌های ۱۹۵۹ تا ۱۹۸۵ میلادی فعالیت می‌کرد.
از فیلم‌ها یا برنامه‌های تلویزیونی که وی در آن نقش داشته است می‌توان به وقتی بابا رفته بود مأموریت اشاره کرد.